# Sekhar-Guthog-Kloster
| Tibetische Bezeichnung                          |
| ----------------------------------------------- |
| Tibetische Schrift: སྲས་མཁར་དགུ་ཐོག་དགོན་           |
| Wylie-Transliteration: sras mkhar dgu thog dgon |
| Andere Schreibweisen: Sekhar Guthog Gön         |

Das Sekhar-Guthog-Kloster (tib. sras mkhar dgu thog dgon) ist ein Kloster der Kagyü-Schultraditionen des tibetischen Buddhismus im Kreis Lhozhag (Lhodrag) des  Regierungsbezirks Shannan (Lhokha), Autonomes Gebiet Tibet, Volksrepublik China. Die ursprünglichen Bauten des Klosters datieren auf das Jahr 1080.
Das Kloster steht seit 2001 auf der Liste der Denkmäler der Volksrepublik China (5-409).